# Bánszki Tamás (képzőművész)
Bánszki Tamás (Földeák, 1892. december 18. – Óföldeák, 1971. január 9.) magyar festő-, grafikus- és szobrászművész.

## Életpályája
Szülei Bánszki Pál (1852–1933) és Szabó Rozália (1856–1927) voltak. Az akkor Csanád vármegyei, igen dinamikusan fejlődő Földeákon született. Tanulmányait szülőhelyén kezdte, majd Szegeden gimnáziumban folytatta, és itt tett érettségit. 1912-től a Magyar Képzőművészeti Egyetemen tanult, ahol – a háború után – 1918-ban nyerte el rajztanári diplomáját. Neves művészek és esztéták voltak a tanárai, így Révész Imre, Bosznay István, Edvi Illés Aladár és Lyka Károly. 1914 őszén besorozták. 1920-tól tanított Tarpán, Fehérgyarmaton, Debrecenben. 1927-ben Földeákon Dehény Lajossal közösen volt kiállítása. Az 1920-as években tanulmányútjai során megfordult Ausztriában, Németországban, Olaszországban és Franciaországban is. 1948 után egy évig Debrecenben tanított. 1950–1951 között Földeákon volt pedagógus. 1952-től Szegeden és Makón is oktatott. 1964-től tagja volt a Képzőművészeti alapnak. „Minden nyarát a földeákiak között töltötte. Szülőfaluja ihlette műveinek legjavát — a földeáki táj és annak népe néz vissza ránk vásznairól.”
1971. január 9-én hunyt el Óföldeákon. Sírja a földeáki temetőben található.
Több száz képet és grafikát készített, a legjelentősebb gyűjtemény egy volt tanítványa és tisztelője tulajdonában van. Az 1930-as években Varsóban és Chicagóban vett rész nemzetközi kiállításokon, ezen kívül sok más tárlaton is megjelentek művei.

## Kiállításai

### Egyéni
- 1920, 1962, 1965 Szeged
- 1926, 1937, 1941 Debrecen
- 1966 Földeák

### Válogatott, csoportos
- 1946, 1979 Debrecen
- 1952–1962 Szeged

## Munkái
- Madonna (1936)
- Aratás (1939)
- Tápé (1962)

Ő festette a debreceni Szent László-templom oltárképét, amely Szent Lászlót ábrázolja.

## Megtekinthető művei
- József Attila Múzeum, Makó
- Móra Ferenc Múzeum, Szeged
- Déri Múzeum, Debrecen